# Campionato asiatico e oceaniano femminile di pallavolo 2001
Il XI campionato asiatico e oceaniano femminile di pallavolo si è svolto dal 23 al 30 settembre 2001 a Nakhon Ratchasima, in Thailandia. Al torneo hanno partecipato 9 squadre nazionali asiatiche ed oceaniane e la vittoria finale è andata per la nona volta, l'ottava consecutiva, alla Cina.

## Gironi
| Girone A                                                  | Girone B                             |
| --------------------------------------------------------- | ------------------------------------ |
| Giappone Nuova Zelanda Sri Lanka Taipei cinese Thailandia | Australia Cina Corea del Sud Vietnam |

## Fase finale

### Finale 1º e 3º posto
|  | 1º posto - 4º posto | 1º posto - 4º posto | 1º posto - 4º posto |               |      | Finale 1º/2º posto | Finale 1º/2º posto | Finale 1º/2º posto |  |
|  |                     |                     |                     |               |      |                    |                    |                    |  |
|  | Cina                | Cina                | 3                   |               |      |                    |                    |                    |  |
|  | Cina                | Cina                | 3                   |               |      |                    |                    |                    |  |
|  | Thailandia          | Thailandia          | 0                   |               |      |                    |                    |                    |  |
|  | Thailandia          | Thailandia          | 0                   |               | Cina | Cina               | 3                  |                    |  |
|  |                     |                     |                     |               | Cina | Cina               | 3                  |                    |  |
|  |                     |                     | Corea del Sud       | Corea del Sud | 0    |                    |                    |                    |  |
|  | Corea del Sud       | Corea del Sud       | Corea del Sud       | Corea del Sud | 0    | 3                  |                    |                    |  |
|  | Corea del Sud       | Corea del Sud       |                     |               |      | 3                  |                    |                    |  |
|  | Giappone            | Giappone            | 2                   |               |      | Finale 3º/4º posto | Finale 3º/4º posto | Finale 3º/4º posto |  |
|  | Giappone            | Giappone            | 2                   |               |      |                    |                    |                    |  |
|  |                     |                     |                     |               |      |                    |                    |                    |  |
|  |                     |                     |                     |               |      | Thailandia         | Thailandia         | 3                  |  |
|  |                     |                     |                     |               |      | Thailandia         | Thailandia         | 3                  |  |
|  |                     |                     |                     |               |      | Giappone           | Giappone           | 2                  |  |

### Finale 5º e 7º posto
|  | 5º posto - 8º posto | 5º posto - 8º posto | 5º posto - 8º posto |           |               | Finale 5º/6º posto | Finale 5º/6º posto | Finale 5º/6º posto |  |
|  |                     |                     |                     |           |               |                    |                    |                    |  |
|  | Taipei cinese       | Taipei cinese       | 3                   |           |               |                    |                    |                    |  |
|  | Taipei cinese       | Taipei cinese       | 3                   |           |               |                    |                    |                    |  |
|  | Vietnam             | Vietnam             | 0                   |           |               |                    |                    |                    |  |
|  | Vietnam             | Vietnam             | 0                   |           | Taipei cinese | Taipei cinese      | 3                  |                    |  |
|  |                     |                     |                     |           | Taipei cinese | Taipei cinese      | 3                  |                    |  |
|  |                     |                     | Australia           | Australia | 0             |                    |                    |                    |  |
|  | Australia           | Australia           | Australia           | Australia | 0             | 3                  |                    |                    |  |
|  | Australia           | Australia           |                     |           |               | 3                  |                    |                    |  |
|  | Nuova Zelanda       | Nuova Zelanda       | 0                   |           |               | Finale 7º/8º posto | Finale 7º/8º posto | Finale 7º/8º posto |  |
|  | Nuova Zelanda       | Nuova Zelanda       | 0                   |           |               |                    |                    |                    |  |
|  |                     |                     |                     |           |               |                    |                    |                    |  |
|  |                     |                     |                     |           |               | Vietnam            | Vietnam            | 3                  |  |
|  |                     |                     |                     |           |               | Vietnam            | Vietnam            | 3                  |  |
|  |                     |                     |                     |           |               | Nuova Zelanda      | Nuova Zelanda      | 0                  |  |

## Classifica finale
| Classifica | Squadre       |
| ---------- | ------------- |
|            | Cina          |
|            | Corea del Sud |
|            | Thailandia    |
| 4          | Giappone      |
| 5          | Taipei cinese |
| 6          | Australia     |
| 7          | Vietnam       |
| 8          | Nuova Zelanda |
| 9          | Sri Lanka     |